# Orito
Orito – miasto w Kolumbii, w departamencie Putumayo.